# Wat Rong Khun

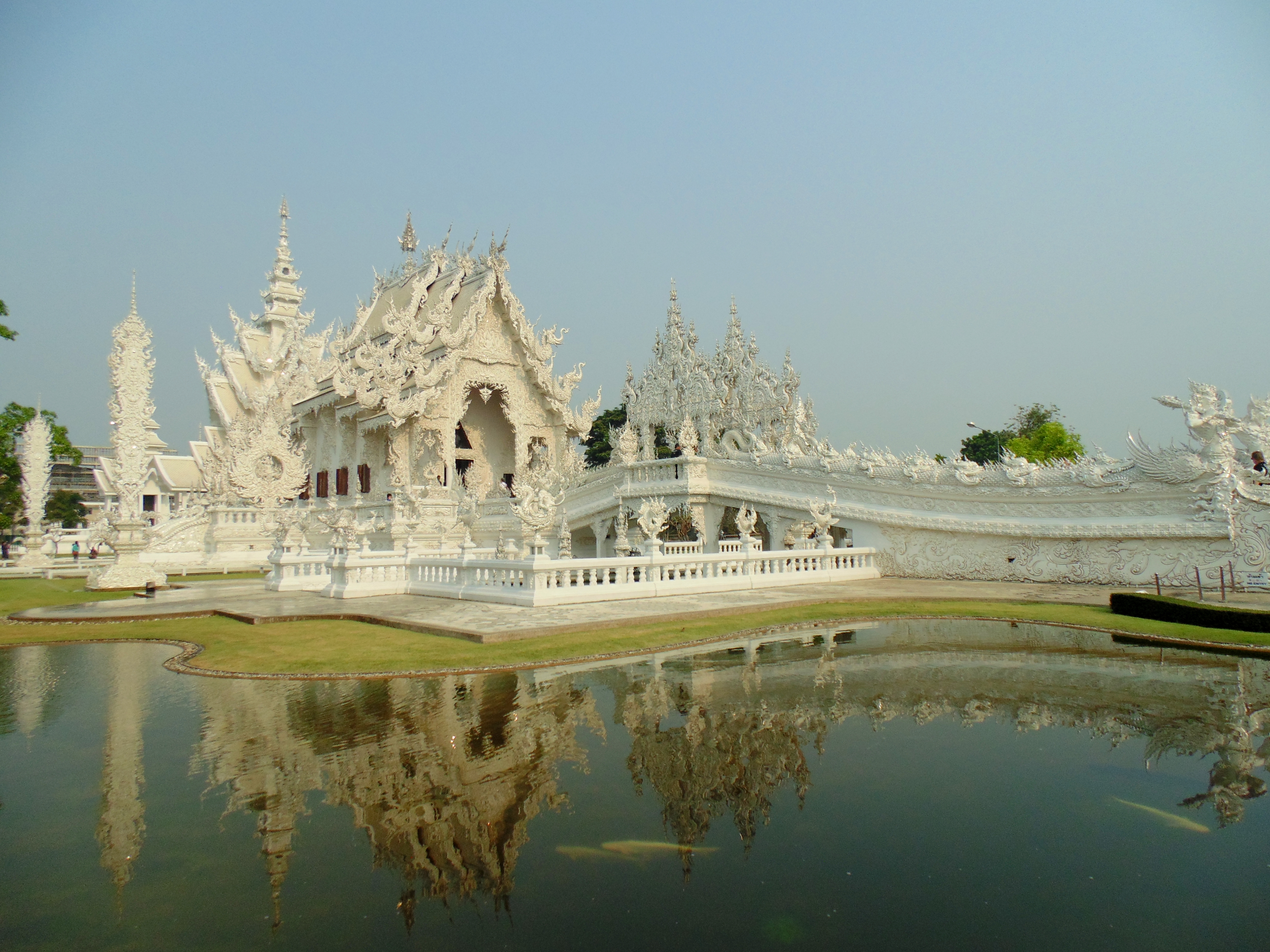
Wat Rong Khun „Biała Świątynia"

Wat Rong Khun (taj. วัดร่องขุ่น) – niekonwencjonalna wystawa sztuki współczesnej i świątynia buddyjska, ze względu na swój wygląd nazywana „Białą Świątynią”. Obiekt leży ok. 14 km na południowy zachód od miasta Chiang Rai, w prowincji Chiang Rai, w północnej Tajlandii. Do świątyni można dostać się lokalnym  autobusem, lub za pomocą taksówki tzw. tuk-tuka.  
Kompleks budynków w całości zaprojektował i ufundował z prywatnych środków artysta Chalermchai Kositpipat. Budowę rozpoczęto w roku 1997, wtedy też otworzono zespół świątynny dla zwiedzających. Przewidywany termin zakończenia prac to rok 2070.

## Galeria

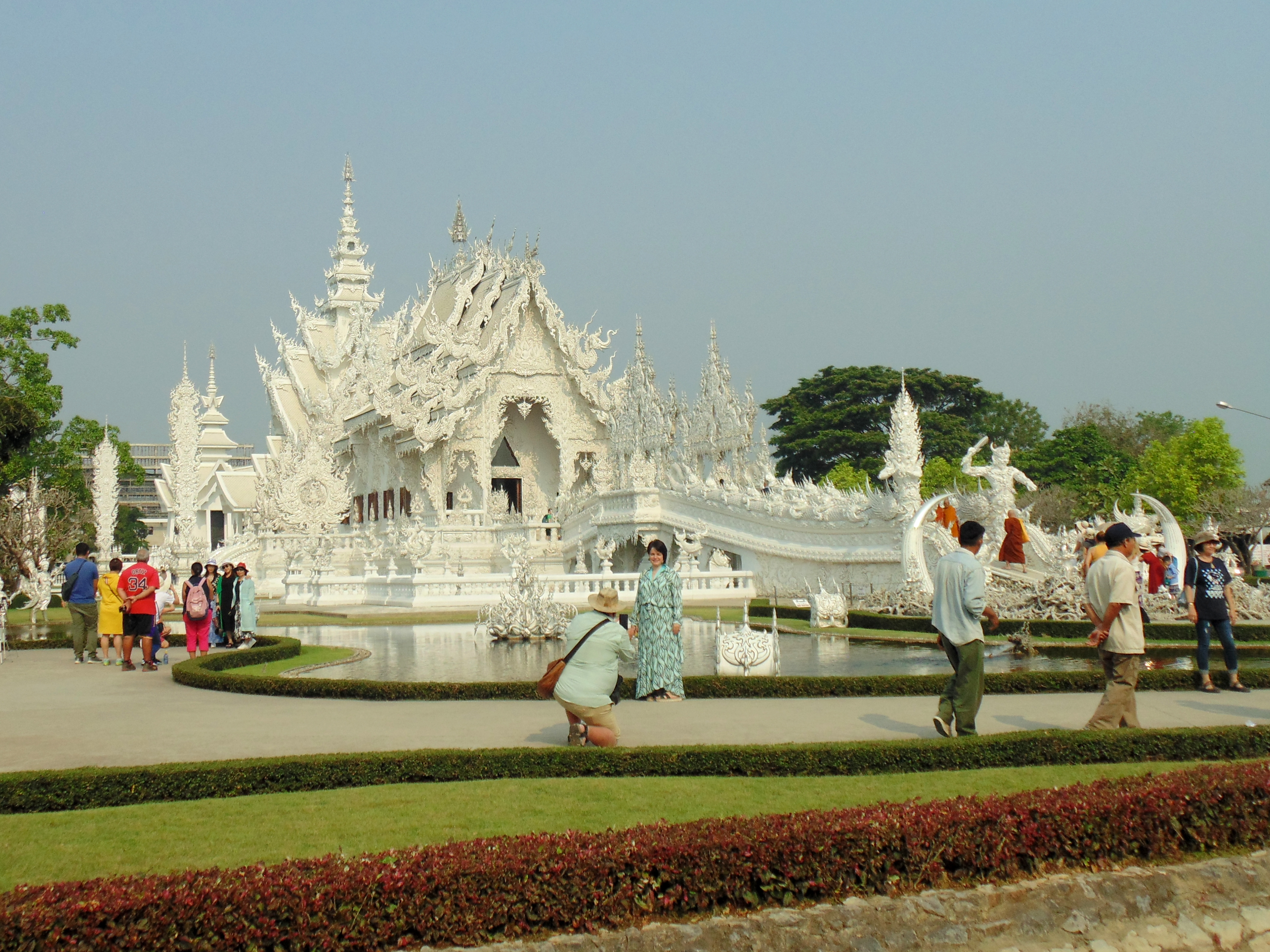
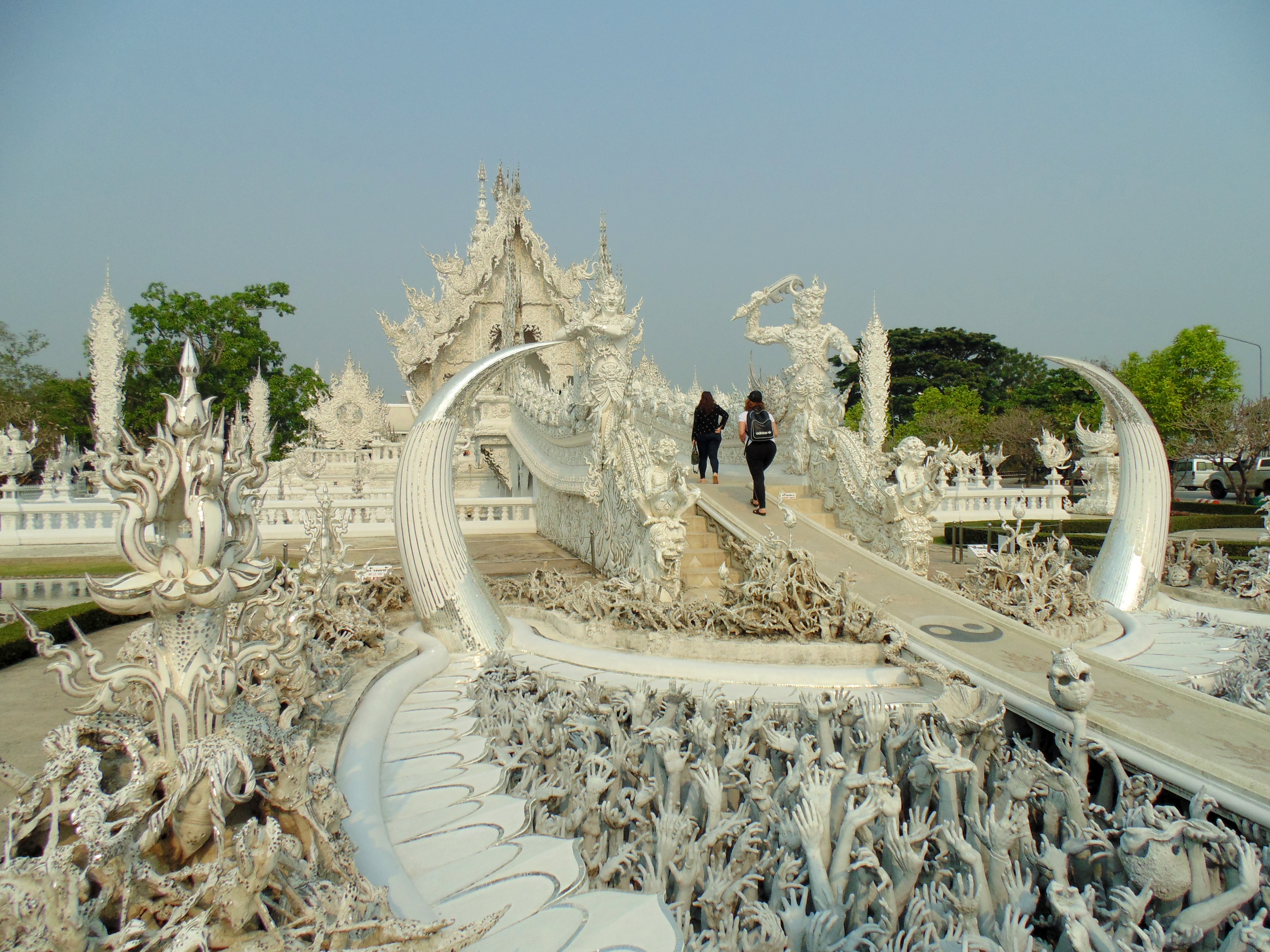
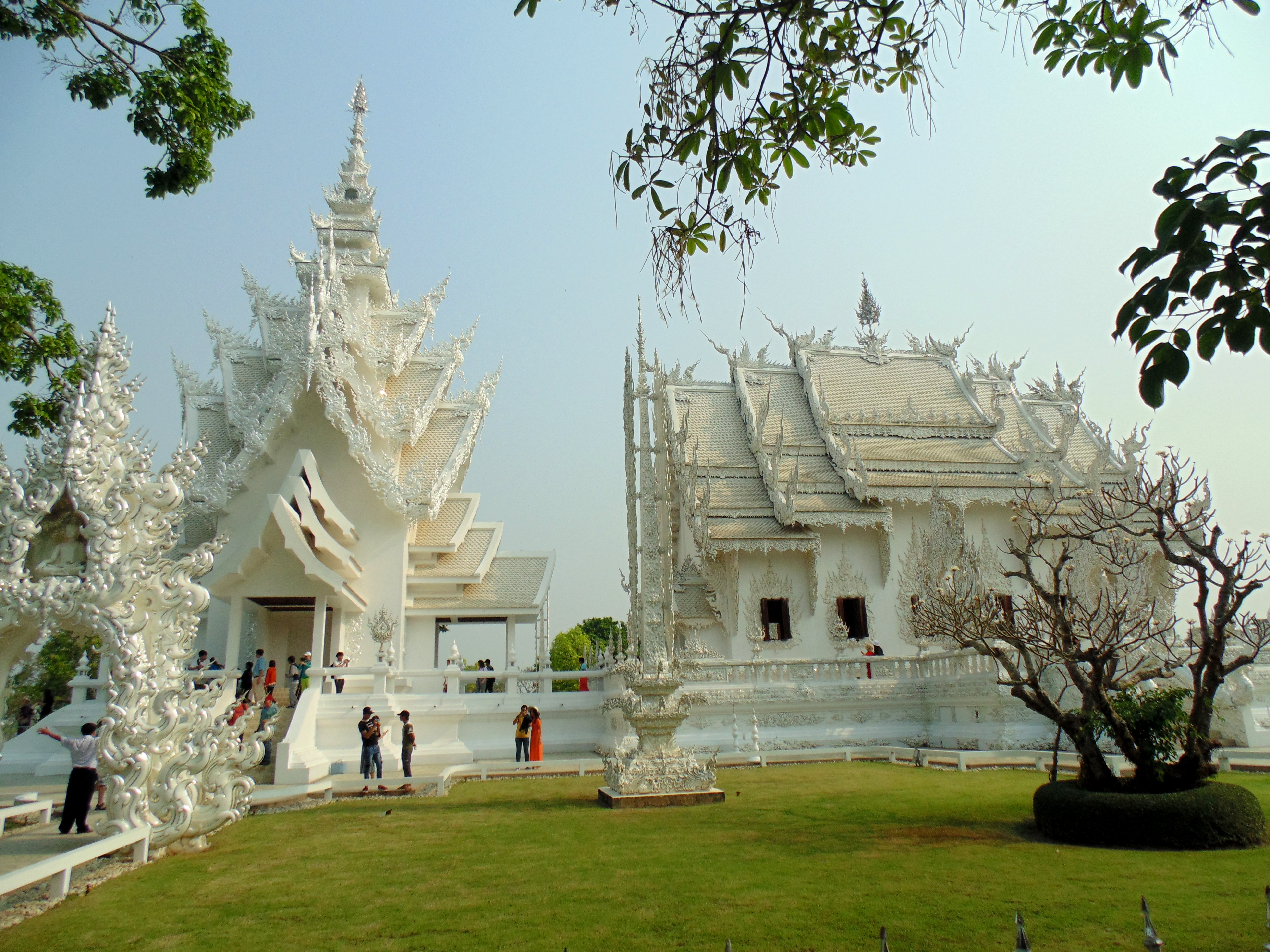
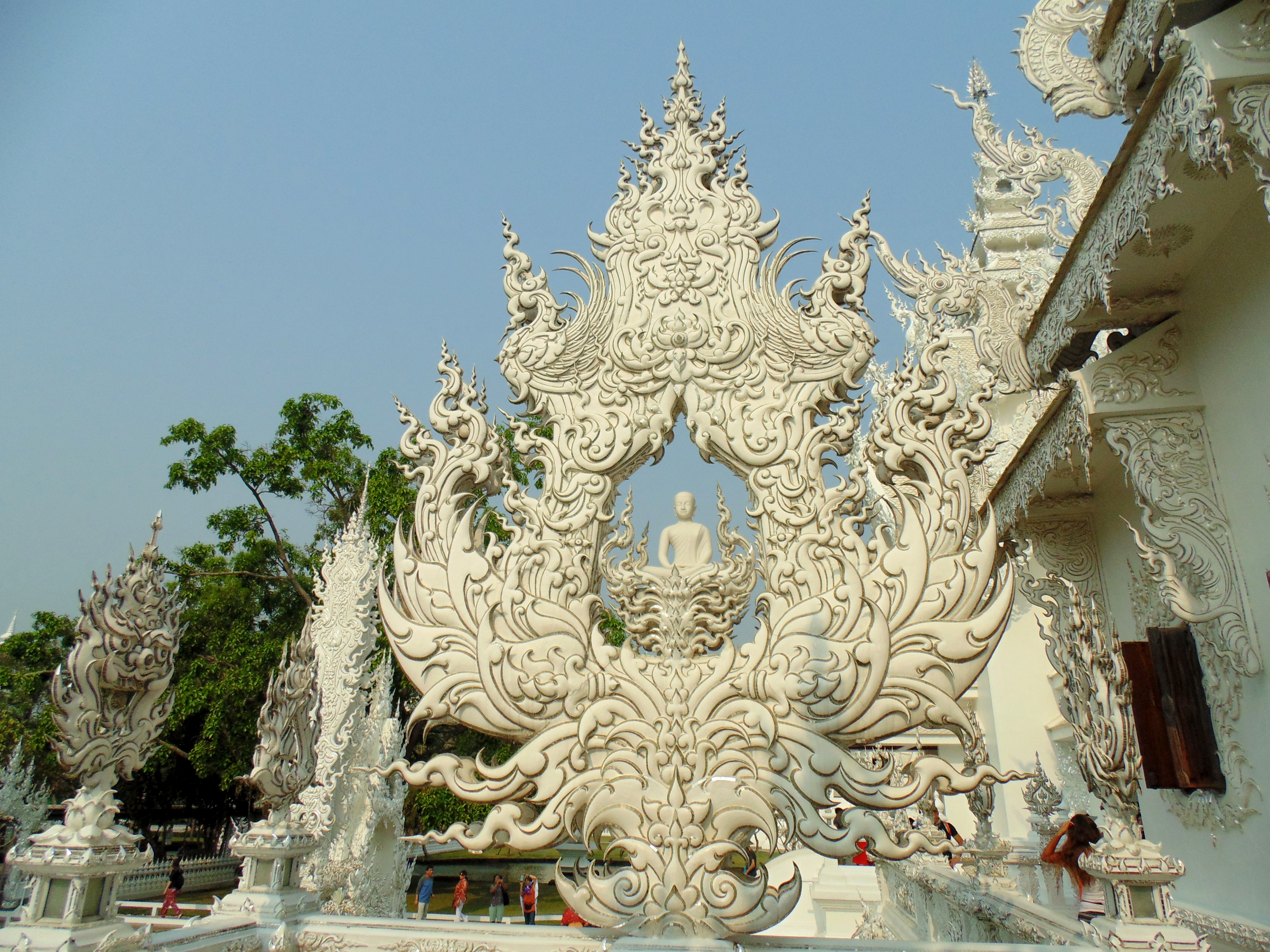
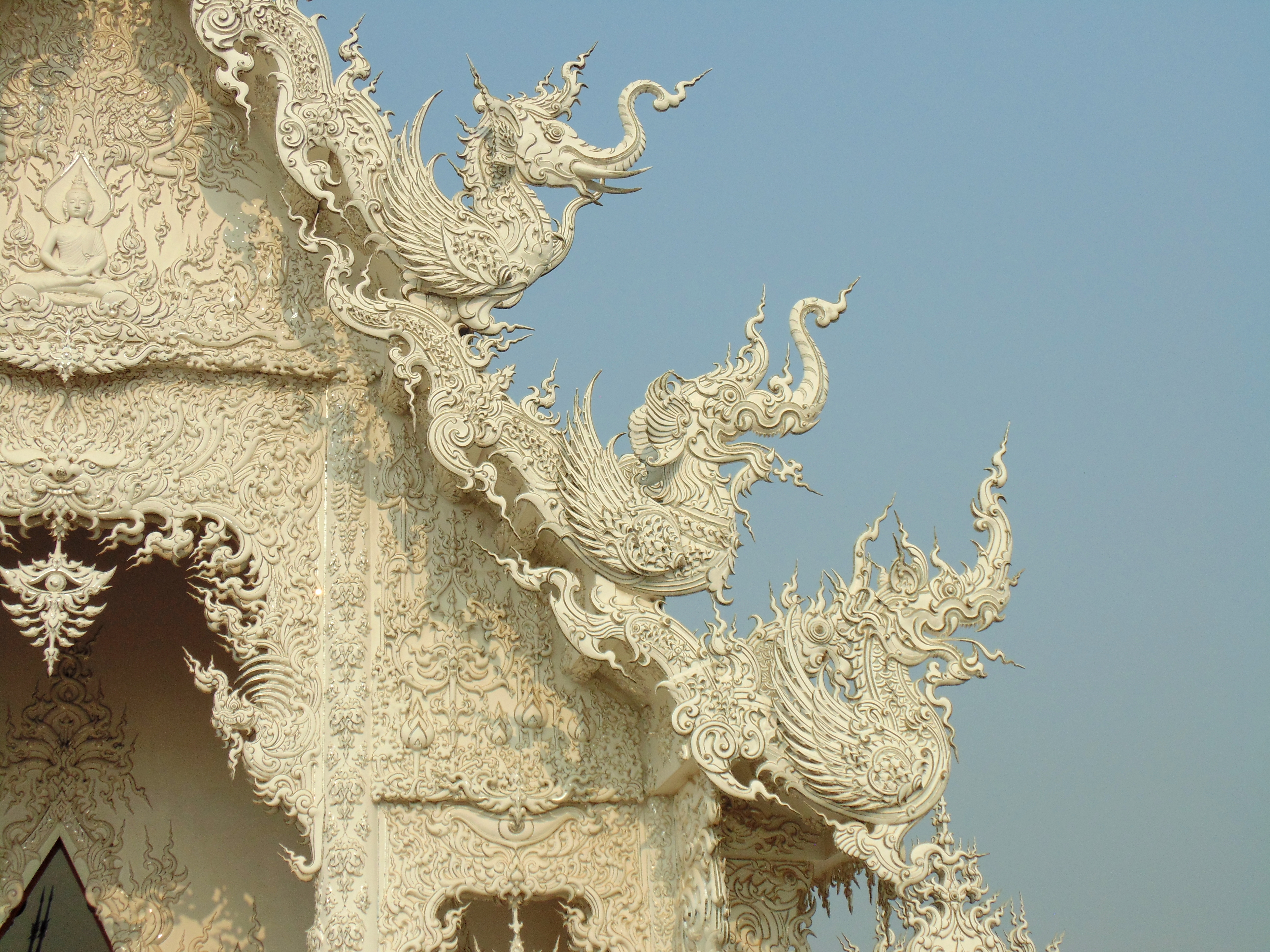
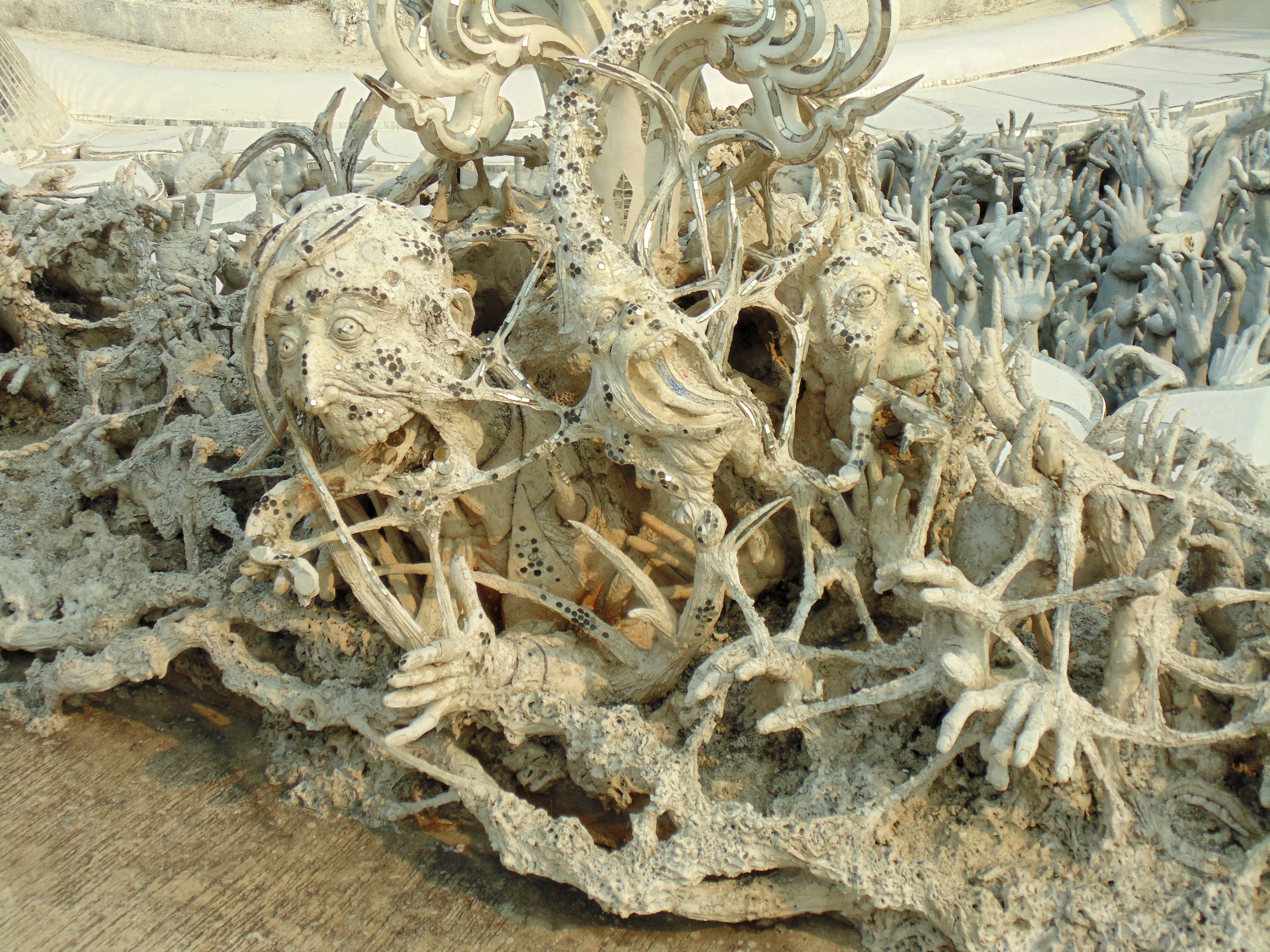
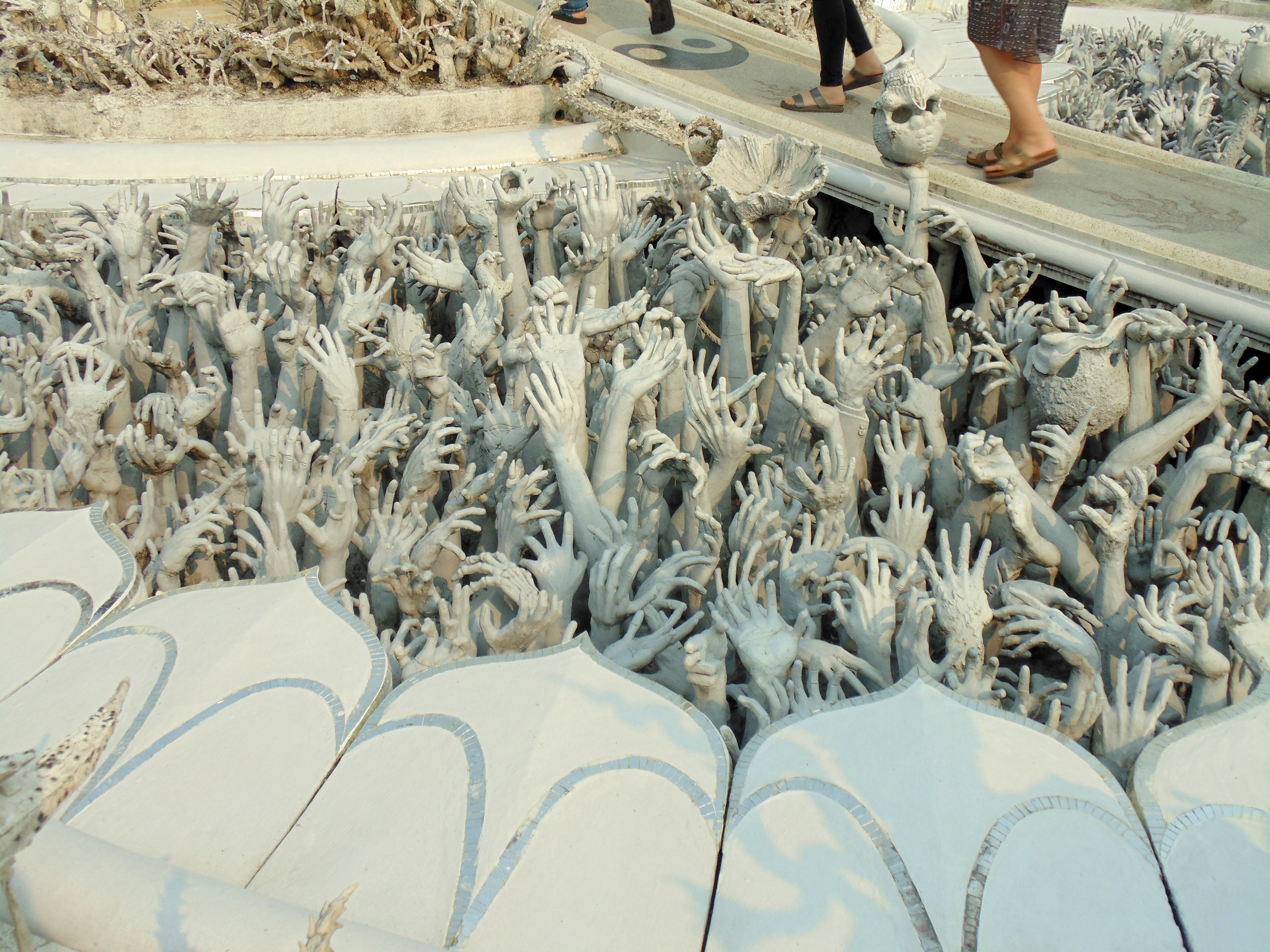